# Bedřichov (Nepoměřice)
Bedřichov (německy Friedrichsdorf) je malá vesnice, část obce Nepoměřice v okrese Kutná Hora. Nachází se asi dva kilometry východně od Nepoměřic.
Bedřichov leží v katastrálním území Miletice u Nepoměřic o výměře 1,84 km².

## Historie
První písemná zmínka o vesnici pochází z roku 1800.
V letech 1850–1950 byla vesnice součástí obce Miletice a od roku 1961 se stala součástí obce Nepoměřice.

## Fotogalerie

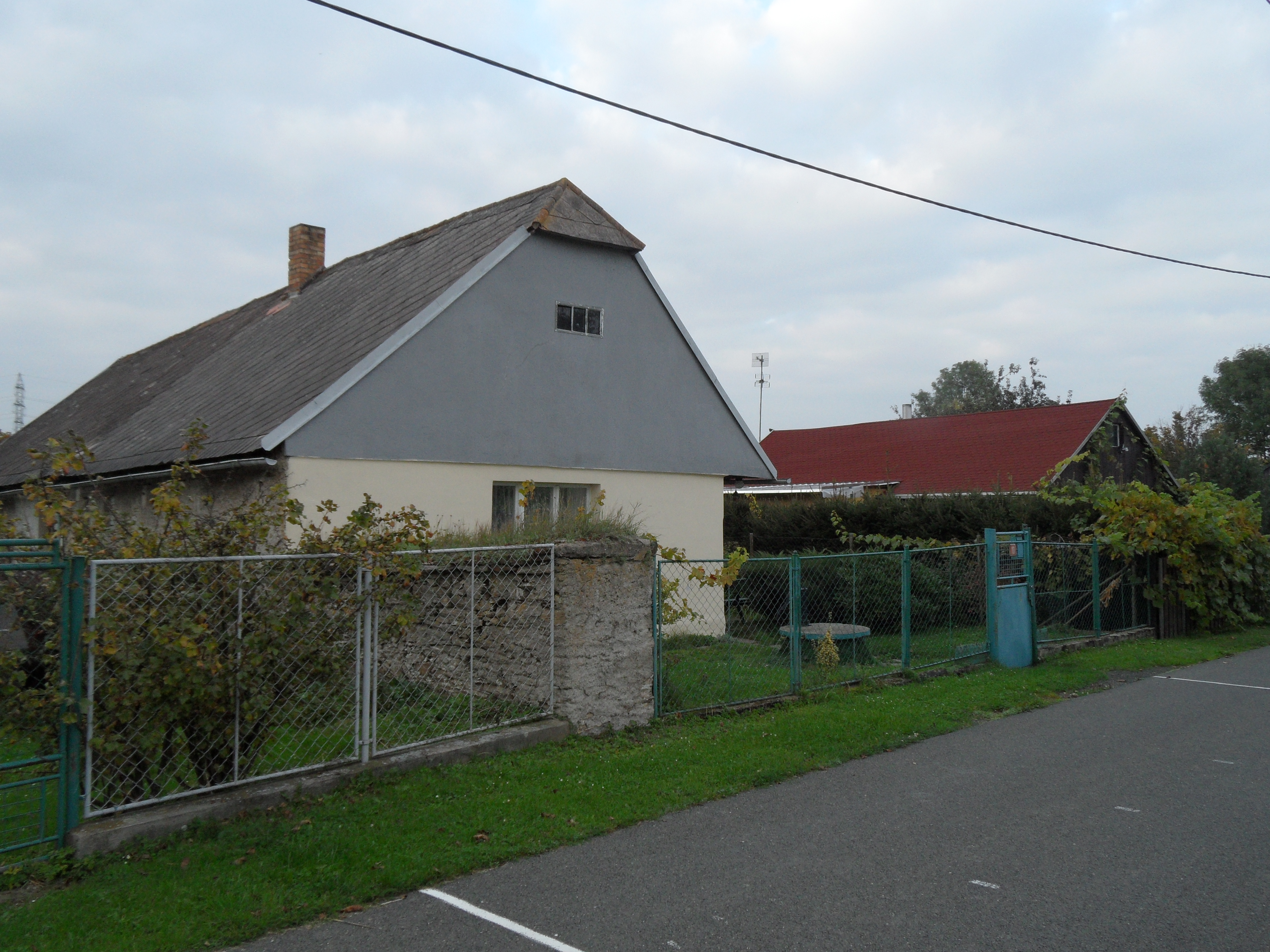
Dům
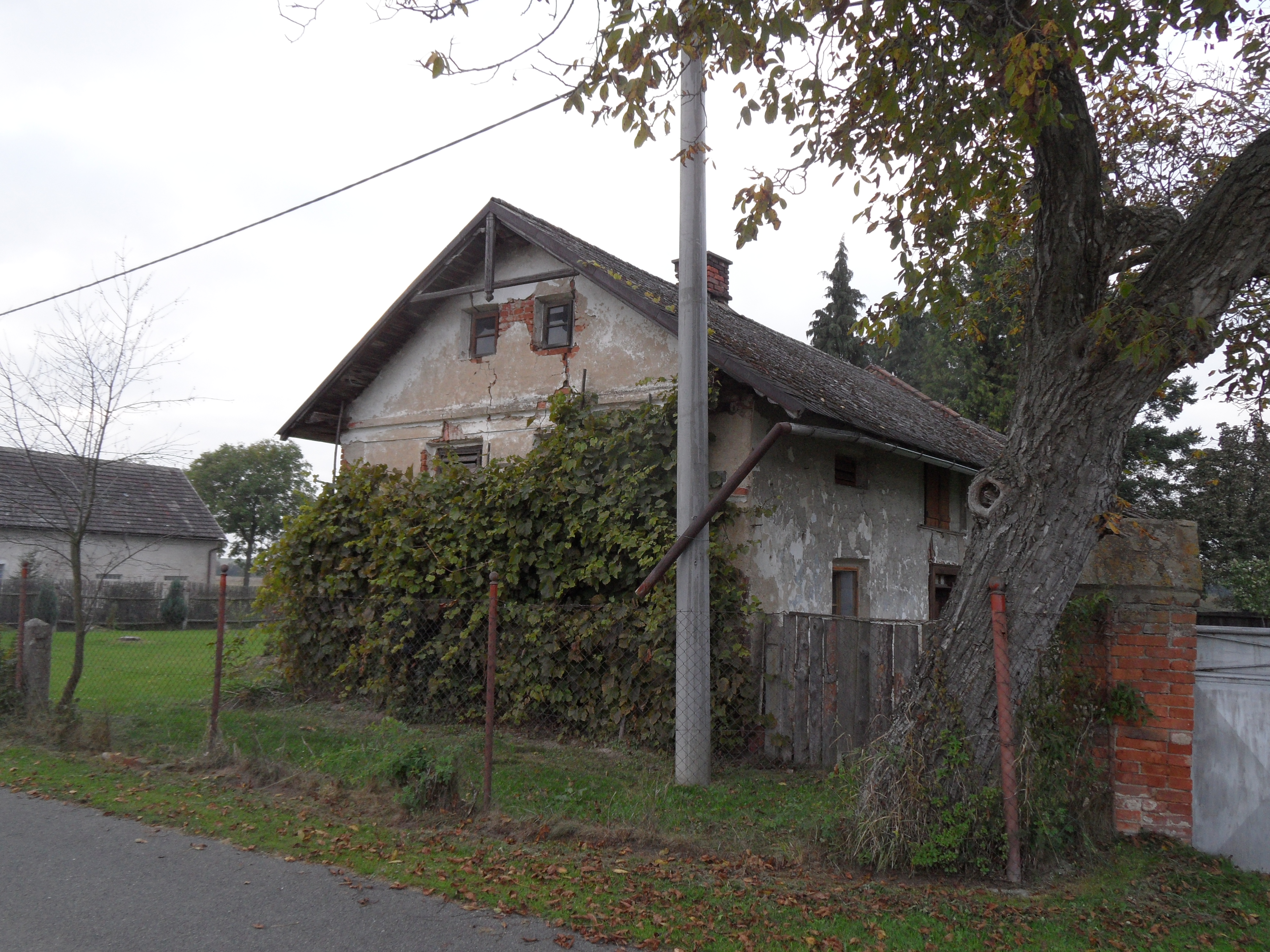
Dům u stromu
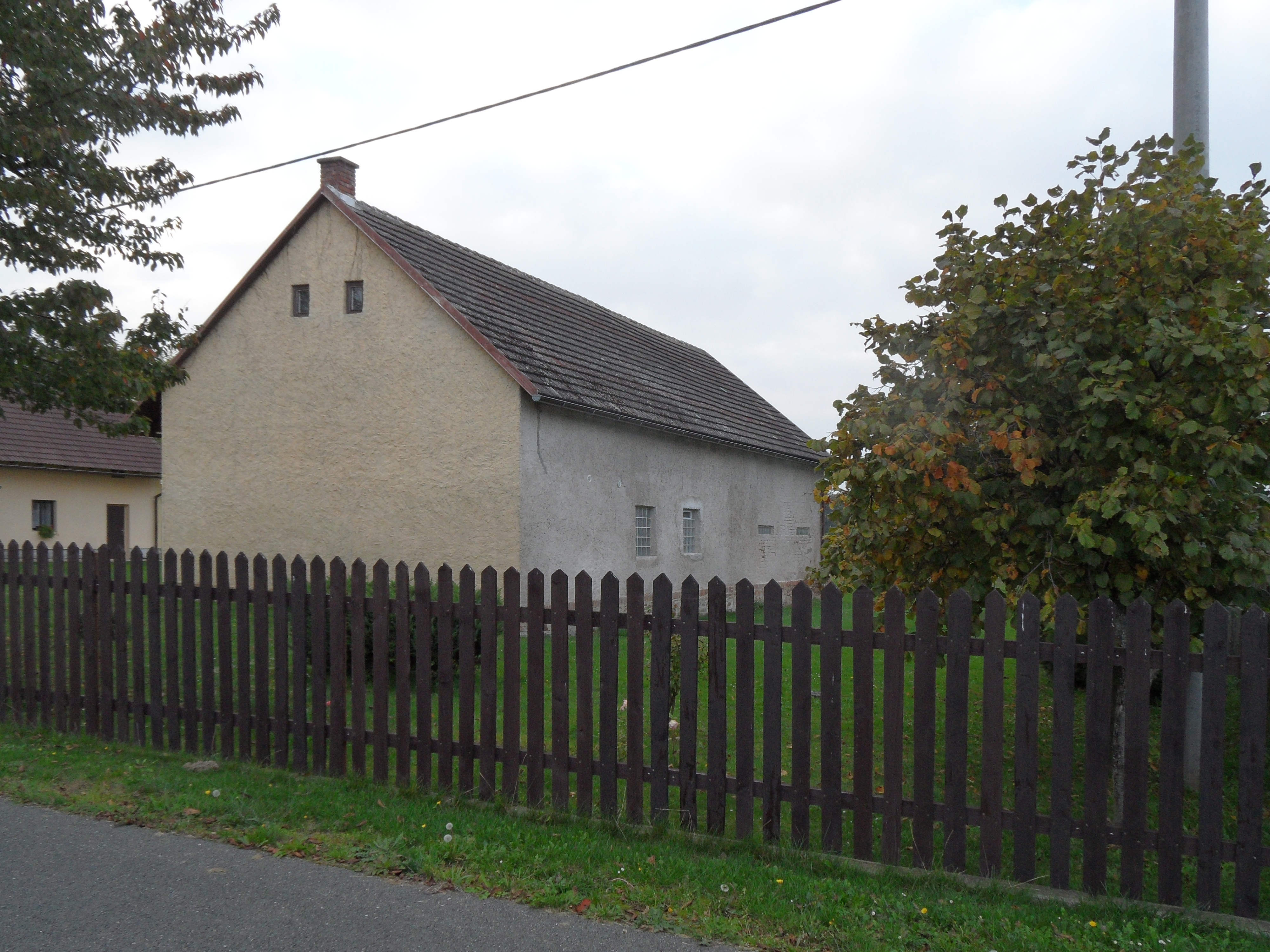
Dům s plotem
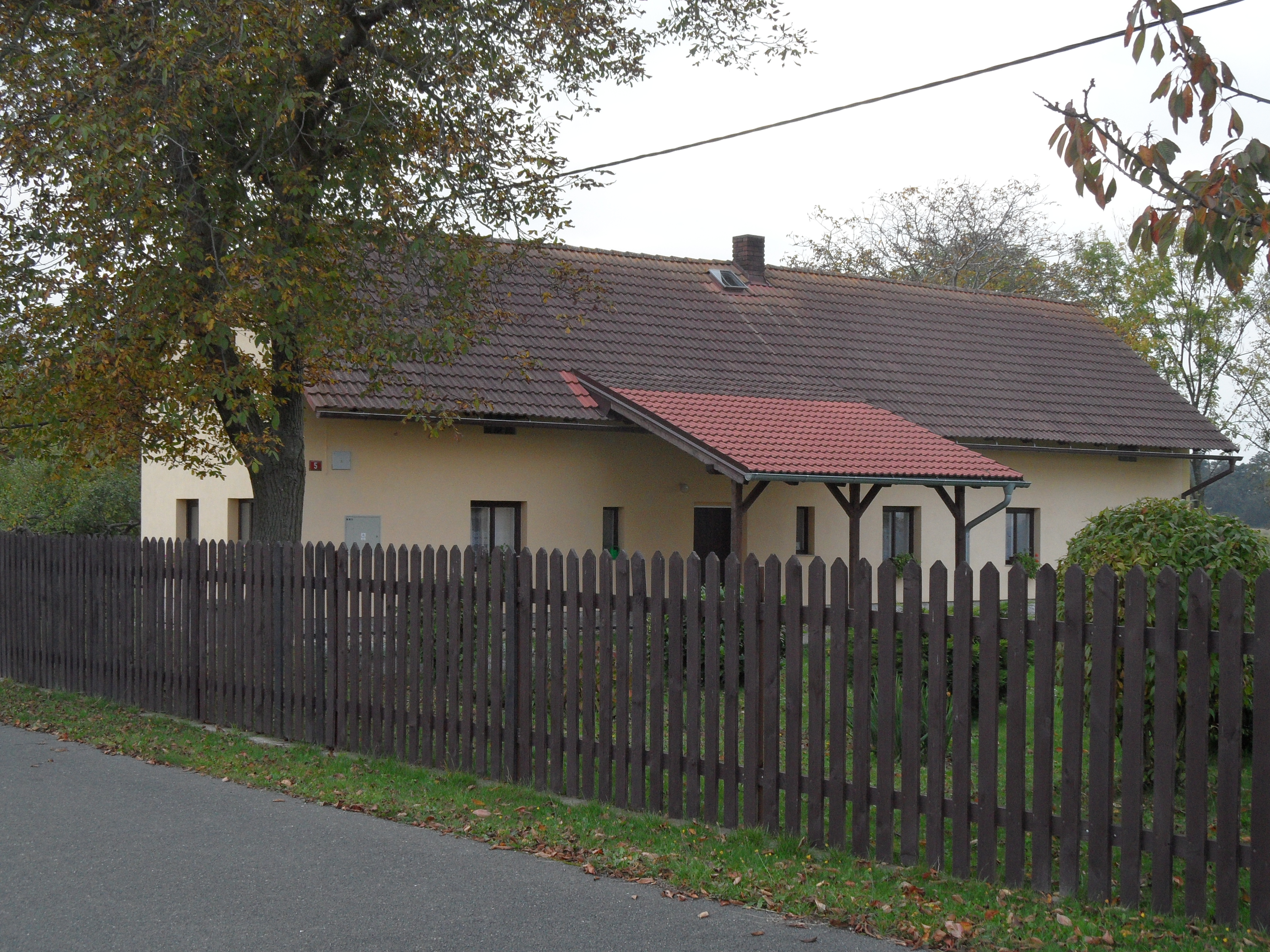
Nový rodinný dům